# Marschzeitberechnung

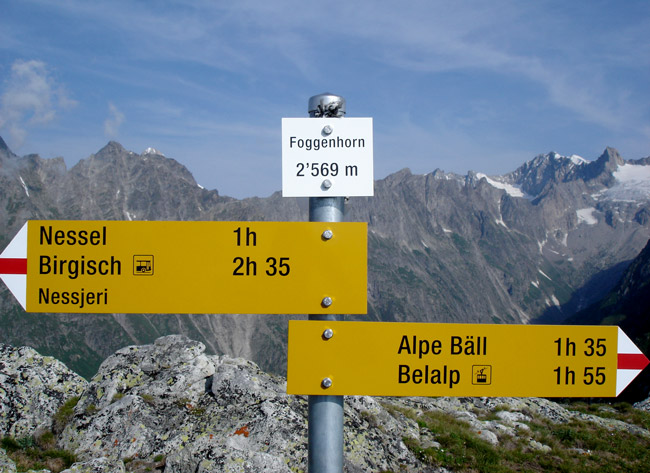
Wegweiser, Wanderweg in den Walliser Alpen

Die Marschzeitberechnung ist ein zentraler Punkt bei der Planung von Wander- und Bergtouren. Neben der reinen Gehzeit umfasst die Marschzeit auch Nebenzeiten (Stand- und Rüstzeiten), etwa Ruhe- und Esspausen oder Zeitreserven zum Umziehen bei Wetterveränderung.
In Gruppen muss für die Marschzeitberechnung immer das schwächste Gruppenmitglied berücksichtigt werden. Mit kleinen Veränderungen können damit auch Rad- und Skitouren sowie andere Ausdauersportarten geplant werden.

## Grundlagen zur Gehzeit

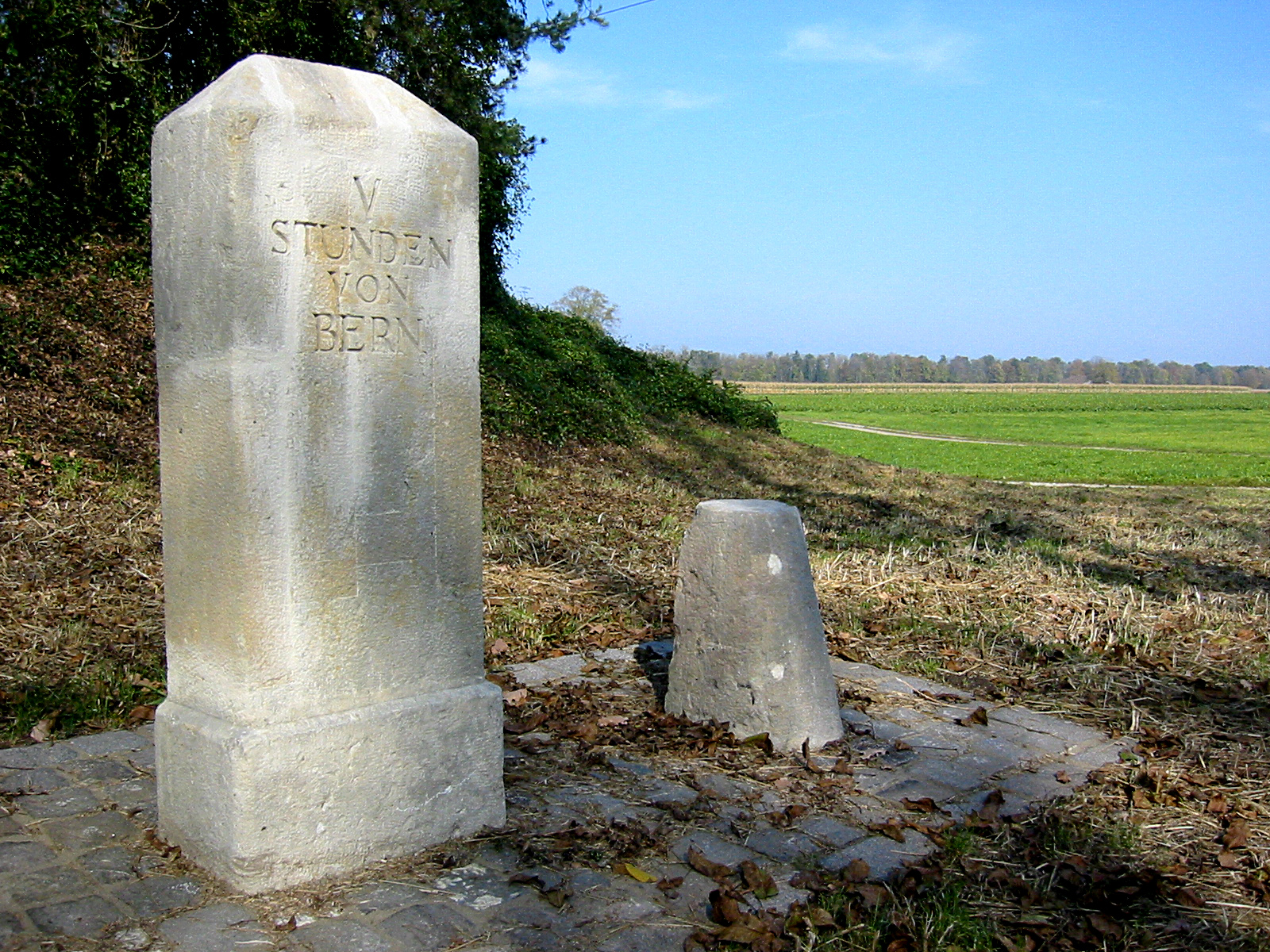
Historischer Stein mit Distanzangabe in Stunden

Durchschnittlich benötigt ein Fußgeher „bei gewöhnlichem Schritttempo“ 12–15 Minuten für einen Kilometer, geht also 4–5 km in einer Stunde.

### Verfahren der Alpenvereine
Heute verwenden alle alpinen Vereine ein standardisiertes Verfahren, um auch für weniger bergerfahrene Wanderer zu realistischen Gehzeit-Angaben zu kommen. Diese Verfahren orientieren sich eher am langsamen Wanderer, da zu optimistisch angenommene Wegstundenzahlen dazu führen können, dass man sich in der tatsächlich benötigten Auf- oder Abstiegszeit verschätzt und in die Dunkelheit oder in Bergnot gerät. Der offizielle Schweizer „Rotsockentrott“ etwa rechnet mit 4,2 km pro Stunde mit Zu- und Abschlägen je nach Steigung oder Gefälle, wobei Pausen nicht eingerechnet sind. Der erfahrene Bergsteiger rechnet diese Angaben auf sein persönliches Schritttempo um.
2004 wurden diese Erfahrungswerte in die DIN 33466 Wegweiser für Wanderwege aufgenommen, welche auch in den anderen deutschsprachigen Alpenländern und in Slowenien zugrunde gelegt wird.
Dabei gilt als Bemessungsgrundlage:
Ein Wanderer legt in einer Stunde zurück:
- 300 Höhenmeter im Aufstieg
- 500 Höhenmeter im Abstieg
- 4 km Horizontalentfernung.

Die nominelle Gehzeit einer Strecke wird errechnet, indem von den für Horizontal- und Vertikalentfernung errechneten Zeiten der kleinere Wert halbiert und zum größeren addiert wird.
Der Schweizer Alpen-Club rechnet in seinen Ausbildungshandbüchern sowohl bei Sommer- wie Wintersportarten mit 4 km Horizontaldistanz pro Stunde sowie mit 400 Höhenmetern pro Stunde im Aufstieg. Dies sind Leistungen, die von regelmäßigen (Berg-)Wanderern und Bergsteigern erwartet werden.
Zeit in Stunden = (Höhendifferenz in m / 400) + (Horizontaldistanz in km / 4)
Fallweise addiert man für gut trainierte Wanderer eine Stunde Zeit pro 800 Höhenmeter Abstieg, für ältere Menschen oder mühsames Gelände deutlich weniger als 500 Höhenmeter.
Diese alpinistischen Gehzeiten sind also besonders von der Steigung und den Höhenmetern (Höhenstunde), nicht nur der Entfernung (Streckenstunde) beeinflusst. Im extremeren Gelände sind denn auch die Zeiten für den Aufstieg und den Abstieg dieselbe Route zurück auf den Wegweisern unterschiedlich angegeben. So lässt sich ein Abbruchpunkt einer Tour besser ermitteln.
Die obigen Faustregeln gelten nur, solange keine technischen Schwierigkeiten vorliegen wie zum Beispiel Passagen, die geklettert werden müssen, oder wenn sie mit Standplatzsicherung begangen werden, dann sind Abschätzungen der Klettermeter je Zeit zu berücksichtigen.
Die Faustregel hat den Nachteil, dass die Gesamtzeit zur Bewältigung einer zweigeteilten Strecke geringer ausfallen kann als die Summe der Zeiten für die beiden Einzelstrecken, z. B. wenn die erste Teilstrecke sehr flach und die zweite sehr steil ist.

### Spezifische Sportarten
Ski- und Snowboardtouren: Bei der Abfahrt rechnet man mit einem Drittel der Zeit, die für den Aufstieg benötigt wurde. Entsprechend rechnet man mit 1200 Höhenmetern pro Stunde. Dies ist jedoch stark vom Gelände, von den Schneeverhältnissen und von der Gruppengröße abhängig. So sind gerade bei Lawinengefahr Abfahrten langwieriger, weil die Gruppe diszipliniert mit Abständen fahren muss; auch müssen die vorausgefahrenen Personen häufiger an einem sicheren Sammelplatz warten, bis der Rest der Gruppe die heikle Passage befahren hat.
Schneeschuhtouren: Beim Abstieg rechnet man mit einer zusätzlichen Stunde Zeitaufwand pro 800 m Höhenunterschied.

### Leistungskilometer
Eine andere Möglichkeit ist die Verwendung von Leistungskilometern. Dabei handelt es sich um Faustformeln der leistbaren Kilometer Weglänge je nach Gelände. Auch hier muss der einzelne Sportler seine eigene Leistungsfähigkeit kennen.

## Nebenzeiten

### Pausen
Pro Stunde rechnet man mit 5 bis 10 Minuten Pause, wobei man beachten muss, dass Pausen bei größeren Gruppen tendenziell länger dauern, so dass man als Tourenleiter entgegensteuern muss.
Das Anseilen oder das Anziehen von Steigeisen kann ohne Weiteres eine halbe Stunde dauern, gerade bei unerfahrenen Teilnehmern.
Erfahrene Tourenleiter verlegen Diskussionen und Entscheidungen (z. B. Routenwahl, Abschätzung von Gefahren) auf Pausen, um die Zeitreserven zu schonen. Dazu planen sie, Pausen von vorneherein dort abzuhalten, wo die weitere Route und das Gelände gut einsehbar sind.

### Zeitreserven
Für eine eintägige Tour rechnet man mit mindestens einer Stunde Zeitreserve. Gerade bei Unklarheiten bezüglich der Routenwahl und bei Wetterverschlechterung geht viel mehr Zeit verloren, als man es sich bewusst ist. Oder, um ein historisches Beispiel anzuführen, so erwähnte eine landeskundliche Studie aus den 1860er Jahren über damalige Distanzmaße – bezogen auf das Reisen zu Pferde – in unbekanntem Gelände, dass man für nominell 10 Wegstunden mit real 14–15 Stunden Zeitbedarf inklusive Rastpausen rechnen musste, das Verhältnis von nomineller Gehzeit zu realer Marschzeit also mit etwa 2⁄3 anzusetzen war. Daher gilt: Nur bei genauerer Kenntnis der Umstände – Leistungsfähigkeit und Routine der betreffenden Personen sowie Gelände-, Weg- und Wetterbedingungen – kann man straffer kalkulieren.